# الشعراء (الجوف)
وإداريًا لمنطقة الباحة. يبلغ تعداد سكانها 4000 نسمة حسب الإحصاء الذي جرى عام 2019.